# 진무체강형동물
진무체강형동물(Xenacoelomorpha) 또는 진무체강형동물문은 두 개의 자매 그룹인 진와동물과 무체강형동물로 구성된 동물 문으로 좌우대칭동물에 속한다. 진무체강형동물문은 2011년 2월에 명명되었다.